# 丁苯橡胶
丁苯橡胶(Styrene-Butadiene Rubber，簡寫：SBR)是合成橡胶的一种，由苯乙烯和丁二烯聚合而成。

## 历史
二战之前，德国的法本公司（I.G. Farben AG）首先开发了丁苯橡胶。

## 生产原料
主要为丁二烯和苯乙烯，还要消耗电力和蒸汽。

## 工艺
有两种：乳液聚合(E-SBR)和溶液聚合(S-SBR)。